# Lillet

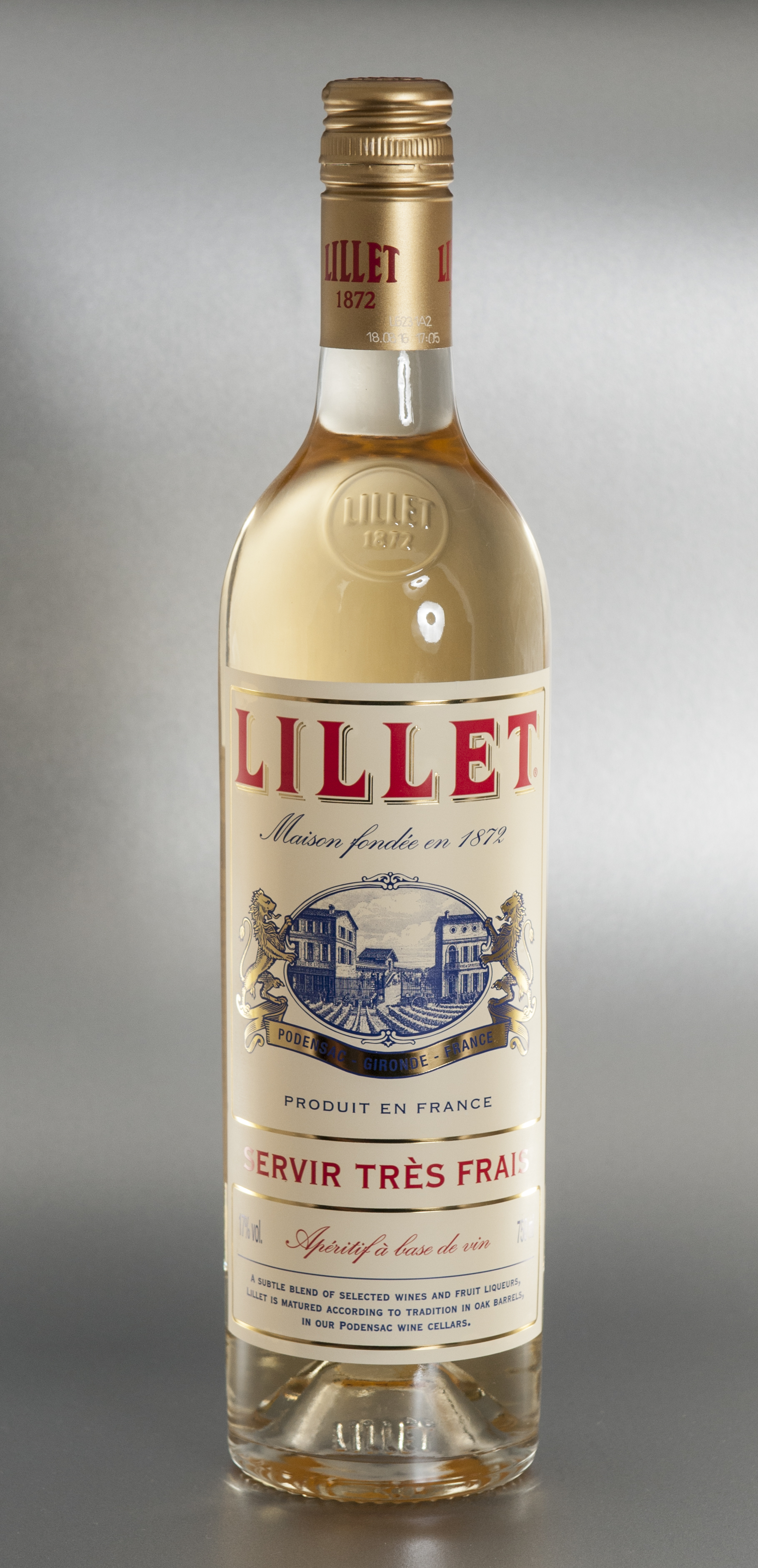
Uma garrafa de Lilet

O Lillet é um aperitivo licoroso à base de vinhos rigorosamente selecionados (85%) e licores de frutas (15%) obtidos após vários meses de maceração no álcool de frutos (laranjas doces do Sul da Espanha, laranjas amargas de Haiti, laranjas verdes de Marrocos ou da Tunísia, quinquina do Peru). É estagiado de maneira tradicional: em barris de carvalho.
A sociedade Lillet Frères (fabricantes de licores e negociantes em vinhos e bebidas espirituosas) foi fundada em Podensac, na Gironde em 1872. O Lillet nasce em 1887. A ideia de associar vinhos de Bordéus e plantas ou frutos exóticos vem do pai Kermann, médico emigrado para o Brasil na época de Louis XVI e regressado para instalar-se em Bordéus onde produz então licores e fortificantes principalmente à base de quinquina. Bordéus é então um dos principais lugares de negócio do vinho e principal porto francês de partida para as Antilhas.
Em 1946, conhece o sucesso nos Estados Unidos graças ao negociante de New-York Michel Dreyfus.
Em 1950 a duquesa de Windsor, grande apreciadora de Lillet, introduz Lillet na alta sociedade parisiense e londrina. Pedia sistematicamente Lillet nos hotéis onde descia. Dizia-se que viajava sempre com uma garrafa de Lillet com ela.
O mercado americano adopta o Lillet nos anos 50: é a bebida "fashion" de New York; a referência Lillet Tinto é desenvolvida noutro lugar por Pierre Lillet em 1962 especialmente para os EUA.
En 2006 , durante o spectaculo de Broadway, Everything Bad and Beautiful, Sandra Bernhard bebeu um trago de Lillet e disse: "Mmmm. Lillet. C'est exquis."
No romance Hannibal, Hannibal Lecter bebe "Lillet com uma rodela de laranja e gelo" que servirá mais tarde a Clarice Starling.
Lillet é primeiro um vinho de aperitivo por excelência: muito frio, sobre gelo com uma fatia de laranja, de limão ou de limão verde, acompanhado de tostas com salmão, com tapenade... Lillet serve-se sempre gelado: 6 a 8°C. É necessário conservar no frigorífico!
Em Casino Royale e em Quantum of Solace, James Bond inventa e pede um Kina Lillet, cocktail que ele nomeia [Vesper] e que segue exactamente a receita escrita por Ian Fleming em Casino Royale, romance que antecipou o filme. Ele pede ao barman: "3 doses de Gordon, 1 de vodka, 1/2 de KINA LILLET."
Os conhecedores tomam prazer a declinar o Vesper adicionando um toque pessoal. Como apreciado pelo agente secreto da Sua Majestade, é também notável em cocktail.
Um exemplo de receita delicada: o Lillet Mojito: 1 voo de Lillet branco, 3 ramos de folhas de hortelã verde, açúcar de cana, sumo de limão ou de limão verde.
Alain Ducasse, o chef com estrelas Michelin e restaurantes de ambos os lados do Atlântico, declarou em 2001 que o Lillet Blanc era sua bebida favorita.